# Trebnja Gorica
Trebnja Gorica je naselje v Občini Ivančna Gorica. 
Stoji kake 50 metrov od izvira reke Krke jugozahodno od Ivančne Gorice. Po tej vasici kroži legenda, da je nekoč v vas zahajal nek zmaj, ki so ga imenovali Licensten. Le-ta je prihajal v vas vsako sredo točno ob 12h, takrat je kraj popolnoma porušil. Ko pa so ljudje ugotovili, kdaj prihaja, so se zbrali v procesijo z gospodom župnikom na čelu in ko je zmaj spet prišel v vas, so vaščani začeli naglas moliti in zmaj je pobesnel ter zdrsnil v bližnji prepad. Vaščani še zdaj, ko močno piha, rečejo »piha k Licensten«.